# ホトトギス (植物)
ホトトギス（杜鵑草、学名：Tricyrtis hirta）はユリ科ホトトギス属の多年草。

## 特徴
茎は直立するか、崖地では垂れ下がり、長さは40 - 80cmになる。葉は左右に互生し、葉身は長楕円形から披針形で、長さ8 - 20cmになり、先端はしだいにとがり、基部は円く茎を抱く。葉の両面に軟毛が生える。茎には斜上する褐色の毛が密に生える。
花期は8 - 10月。葉腋に2-3個の花を上向きにつける。花に花柄があり、花は漏斗状鐘形で径約25mmになる。花被片は6個で、長さ約25mmあり、斜め上向きに開き、外側に毛が生え、内側には白色地に紫色の斑点が多くあり、下部に黄色の斑点がある。3個の内花被片と3個の外花被片があり、外花被片の基部に袋状のふくらみがある。雄蕊は6個で、花糸は互いに寄り添って束状に立ち、上部で反り返って先端に葯を外向きつける。花柱の先は3つに分かれて球状の突起があり、各枝の先はさらに2裂する。 果実は線状長楕円体の蒴果で3稜があり、長さ30mm前後になり、熟すと胞間裂開する。種子は小円形で淡褐色をしている。

## 分布と生育環境
日本固有種。北海道南西部、本州の関東地方以西・福井県以南、四国、九州に分布し、山地の半日陰地に生育する。観賞用に栽培もされる。花被片の紫色の斑点の大小、多少は個体によって変異が大きい。

## 名前の由来
和名の「ホトトギス」は、「杜鵑草」の意で、花の紫色の斑点のようすを鳥のホトトギス（杜鵑）の胸にある斑点に見立てたことによる。斑点を油染みに見立てて、ユテンソウ（油点草）という別名もある。
種小名（種形容語） hirtaは、「短い剛毛のある」の意味。

## ギャラリー

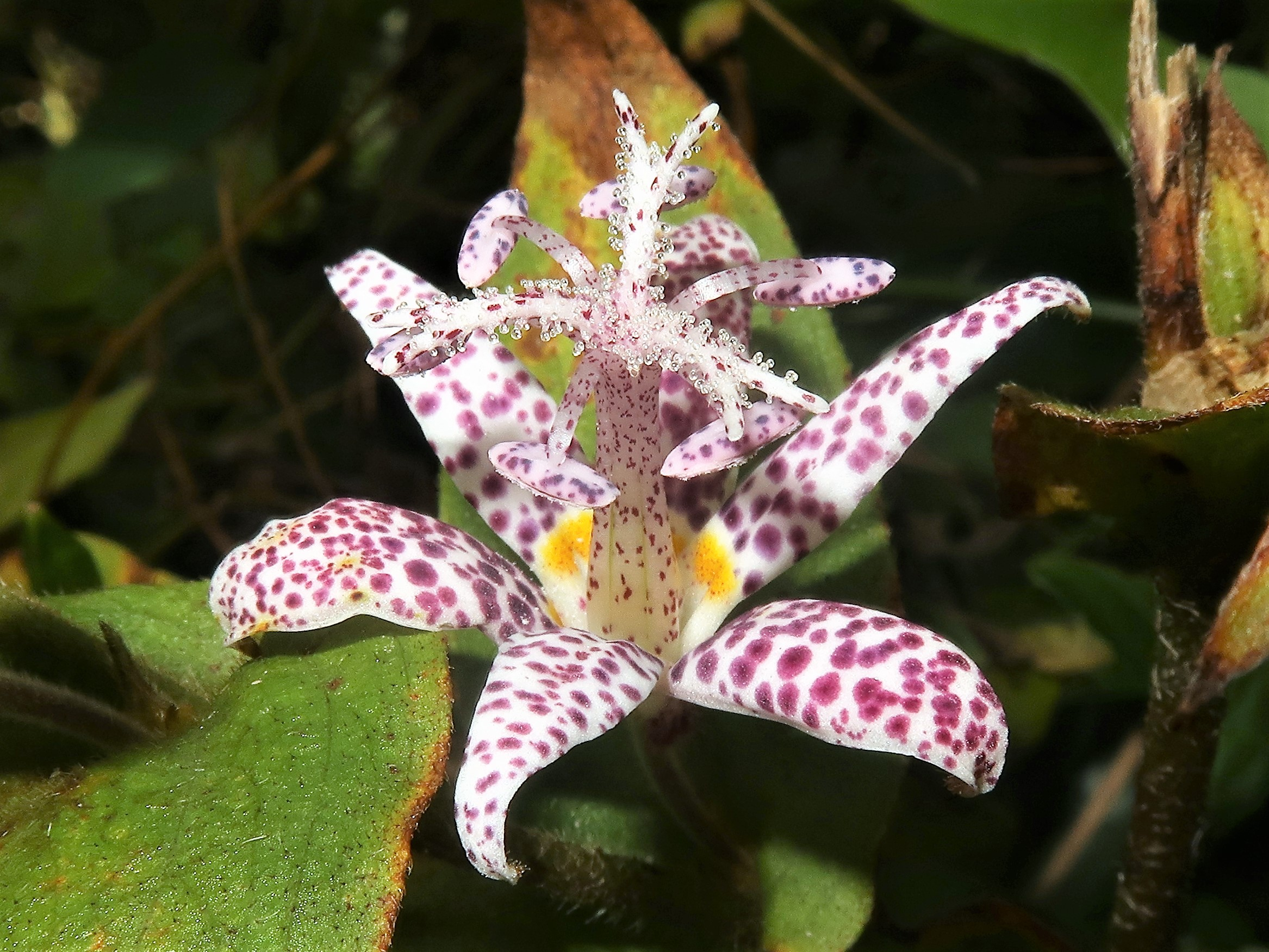
花は漏斗状鐘形に開き、内面に紫色の斑点が多く、下部に黄色の斑点がある。
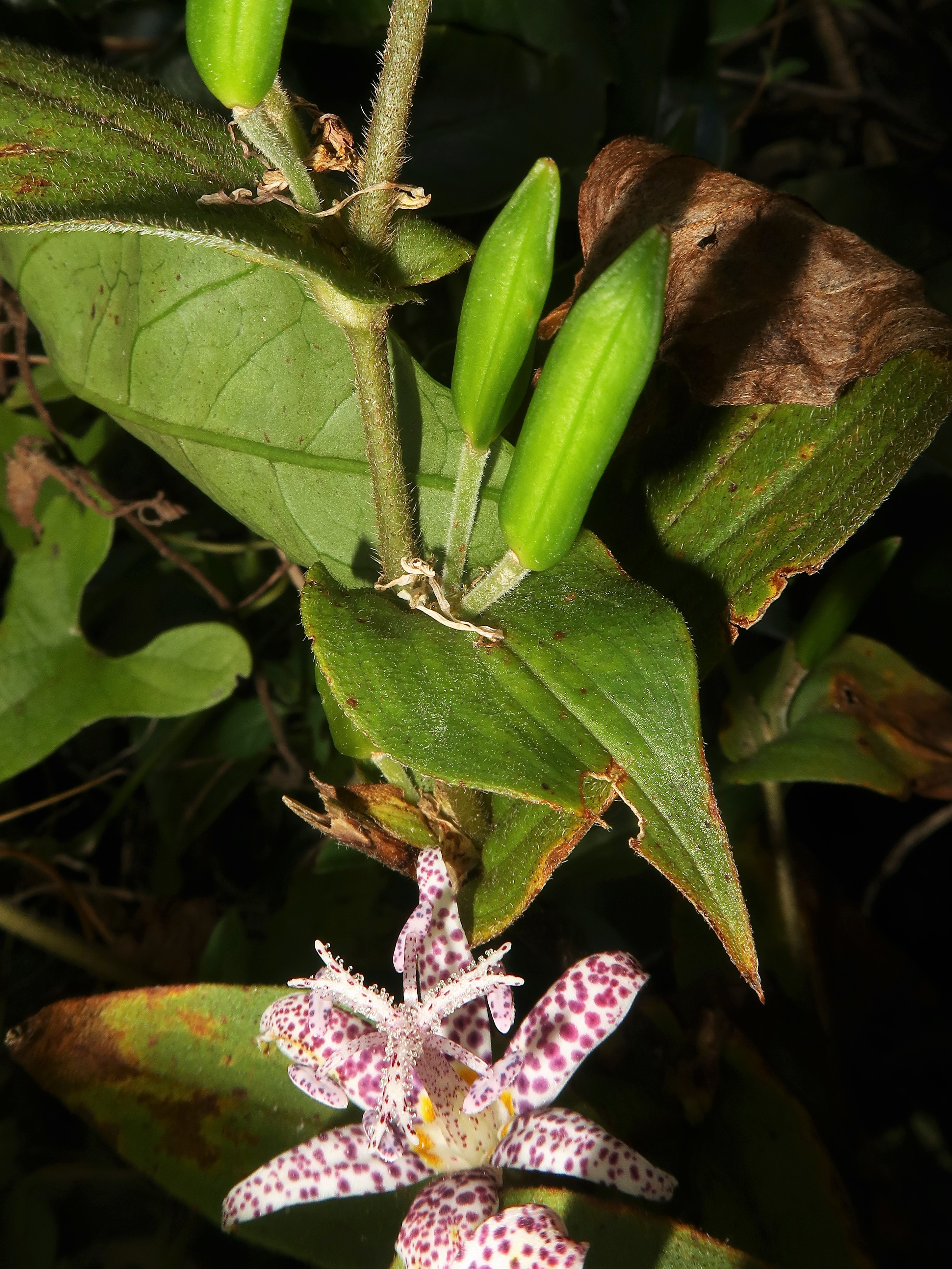
果実は線状長楕円体の蒴果で3稜がある。

## 下位分類
- シロホトトギス Tricyrtis hirta (Thunb.) Hook. f. albescens (Makino) Hiyama[11] - 花被片に斑点がほとんどないもの[6]。
- サツマホトトギス Tricyrtis hirta (Thunb.) Hook. var. masamunei (Makino) Masam.[12] - 茎や葉に毛がない変種[6]。鹿児島県西部に分布する[8]。絶滅危惧IA類（CR）。

## 市町村の花
- 神奈川県逗子市[13]